# European Darts Tour
Die European Darts Tour (auch PDC European Tour genannt) ist eine Reihe von Dartturnieren der PDC. Sie wird seit 2012 jedes Jahr als Teil der PDC Pro Tour ausgetragen.

## Beschreibung
Die Turnierserie besteht aus mehreren über das Jahr verteilten Turnieren in verschiedenen europäischen Städten. Die dortigen Ergebnisse haben Einfluss auf die PDC Pro Tour Rankings, die für die Qualifikation mehrerer Major-Turniere mitverantwortlich ist und die PDC World Rankings als grundlegende Geldrangliste der PDC. Außerdem ist sie die Grundlage für die European Tour Rankings, deren Top 32 sich für die European Darts Championship qualifiziert. Für Sieger der Turniere besteht auch die Möglichkeit, für den Grand Slam of Darts nachzurücken, sofern sich nicht ausreichend viele Spieler über die Major-Turniere qualifizieren.

## Qualifikation
Es gibt verschiedene Wege, sich für die Turniere der European Darts Tour zu qualifizieren. Ab 2024 gelten folgende Qualifikationskriterien:
- Die Top 16 des PDC World Rankings
Wer zu einem bestimmten Cut-off-Datum (meist der Tag vor dem dazugehörigen Tour Card Holder Qualifier) vor dem Turnier in den Top 16 des PDC World Rankings steht, ist automatisch für das European Tour-Event qualifiziert.
- Die Top 16 des PDC Pro Tour Rankings
Zum gleichen Cut-off-Datum qualifizieren sich ebenfalls die sechzehn höchstplatzierten noch nicht qualifizierten Spieler des PDC Pro Tour Rankings.
- 10 Gewinner eines Tour Card Holder Qualifiers
Vor dem betreffenden Turnier wird ein sogenannter Tour Card Holder Qualifier ausgetragen. Dabei handelt es sich um ein Qualifikationsturnier, an dem alle Inhaber einer PDC Pro Tour Card teilnehmen können mit Ausnahme derer, welche bereits qualifiziert sind. Diese Qualifier werden im K.-o.-System gespielt.
- 4 Gewinner eines Host Nation Qualifiers
An den Host Nation Qualifier dürfen alle Spieler teilnehmen, welche in dem Land gemeldet sind, welches das betreffende Turnier austrägt. Die Teilnehmer dürfen auch hierbei keine Tour Card besitzen. Außerdem gilt die Regel, dass man, wenn man nicht an der vorangegangenen Q-School teilgenommen hat, nur zwei Host Nation Qualifier in einem Jahr spielen darf.[2]
- 1 Gewinner eines PDC Nordic & Baltic Qualifiers
Diese Turniere werden im Rahmen der PDC Nordic & Baltic Tour ausgetragen. Spieler, welche an der vorangegangenen Q-School teilgenommen haben, sind von der Entrichtung eines Startgeldes befreit. Teilnahmeberechtigt sind dabei alle Dartspieler aus folgenden Ländern, welche nicht an einem der anderen Qualifier teilnehmen dürfen: Dänemark, Estland, Island, Finnland, Lettland, Grönland, Norwegen, Litauen, Färöer, Schweden.[3]
- 1 Gewinner eines East Europe Qualifiers
Außerdem wird ein fester Startplatz an einen Spieler aus dem osteuropäischen Raum vergeben. An diesen Qualifier dürfen Spieler aus folgenden Ländern teilnehmen, insofern sie für keinen anderen Qualifier teilnahmeberechtigt sind: Albanien, Belarus, Bosnien und Herzegowina, Bulgarien, Georgien, Kosovo, Kroatien, Nordmazedonien, Republik Moldau, Montenegro, Polen, Rumänien, Russland, Serbien, Slowakei, Slowenien, Tschechien, Ukraine, Ungarn.[4][5]

Die Top 16 des PDC World Rankings ist bei den Turnieren ab 2025 gesetzt. Um ihr Preisgeld für die Ranglisten der PDC geltend zu machen, müssen diese Spieler ihr erstes Spiel gewinnen. Gleiches gilt ebenfalls für alle anderen automatisch qualifizierten Spieler.

## Turniere

### Aktuelle Turniere
Dies sind die European Tour Events für die Saison 2025:
- Austrian Darts Open (2012–2014, 2016–2019, seit 2022; Aktueller Titelträger:  Martin Schindler)
- European Darts Trophy (2013–2018; seit 2025; Aktueller Titelträger:  Nathan Aspinall)
- European Darts Open (2012–2019, seit 2022; Aktueller Titelträger:  Nathan Aspinall)
- German Darts Championship (2012–2020, seit 2022; Aktueller Titelträger:  Peter Wright)
- European Darts Grand Prix (2014–2020, seit 2022; Aktueller Titelträger:  Gary Anderson)
- International Darts Open (2015–2020, seit 2022; Aktueller Titelträger:  Stephen Bunting)
- German Darts Grand Prix (2017–2019, seit 2022; Aktueller Titelträger:  Michael van Gerwen)
- Dutch Darts Championship (2018; seit 2022; Aktueller Titelträger:  Jonny Clayton)
- Czech Darts Open (2019, seit 2022; Aktueller Titelträger:  Luke Humphries)
- Hungarian Darts Trophy (seit 2021; Aktueller Titelträger:  Michael van Gerwen)
- Belgian Darts Open (seit 2022; Aktueller Titelträger:  Luke Littler)
- Baltic Sea Darts Open (seit 2023; Aktueller Titelträger:  Gerwyn Price)
- Flanders Darts Trophy (seit 2024; Aktueller Titelträger:  Dave Chisnall)
- Swiss Darts Trophy (seit 2024; Aktueller Titelträger:  Martin Schindler)

### Ehemalige Turniere
Dies sind die ehemaligen European Tour Events (Stand: 2025)
- UK Masters (2013; Letzter Titelträger:  John Part)
- German Darts Masters (2012–2017; Letzter Titelträger:  Michael van Gerwen)
- German Darts Open (2017–2019, 2022–2023;  Letzter Titelträger:  Krzysztof Ratajski)
- Dutch Darts Masters (2012–2019; Letzter Titelträger:  Ian White)
- Danish Darts Open (2018–2019; Letzter Titelträger:  Dave Chisnall)
- Austrian Darts Championship (2019; Letzter Titelträger:  Mensur Suljović)
- Belgian Darts Championship (2020; Letzter Titelträger:  Gerwyn Price)
- Gibraltar Darts Trophy (2013–2019, 2021–2022; Letzter Titelträger:  Damon Heta)
- / European Darts Matchplay (2015–2019, 2022–2023; Letzter Titelträger:  Luke Humphries)

## Format
Jedes Spiel wird von der ersten Runde bis zum Finale 2012 bis 2017 im Modus best of 11 legs gespielt. Seit 2018 wird das Halbfinale in der Distanz best of 13 legs gespielt und das Finale best of 15 legs. Die anderen Partien werden weiterhin im Modus best of 11 legs gespielt.

## Austragungen
| Nr. | Jahr | Zeitraum                  | Turnieranzahl | Turniersieger |
| --- | ---- | ------------------------- | ------------- | --- |
| 1   | 2012 | 27. April – 28. Oktober   | 5             | Justin Pipe, Phil Taylor, Raymond van Barneveld, Adrian Lewis, Simon Whitlock                                                                                          |
| 2   | 2013 | 8. März – 27. Oktober     | 8             | Michael van Gerwen (2), John Part, Wes Newton, Phil Taylor, Dave Chisnall, Steve Beaton, Kim Huybrechts                                                                |
| 3   | 2014 | 31. Januar – 21. Oktober  | 8             | Gary Anderson, Michael van Gerwen, Phil Taylor, Vincent van der Voort, James Wade, Peter Wright, Mervyn King, Michael Smith                                            |
| 4   | 2015 | 13. Februar – 18. Oktober | 9             | Michael van Gerwen (5), Michael Smith (2), Robert Thornton, Kim Huybrechts                                                                                             |
| 5   | 2016 | 12. Februar – 16. Oktober | 10            | Michael van Gerwen (6), James Wade, Phil Taylor, Mensur Suljović, Alan Norris                                                                                          |
| 6   | 2017 | 24. März – 15. Oktober    | 12            | Michael van Gerwen (6), Peter Wright (5), Michael Smith |
| 7   | 2018 | 23. März – 14. Oktober    | 13            | Michael van Gerwen (8), Max Hopp, Jonny Clayton, Mensur Suljović, Ian White, Gerwyn Price                                                                              |
| 8   | 2019 | 22. März – 29. September  | 13            | Michael van Gerwen (4), Ian White (2), Daryl Gurney, Dave Chisnall, Jamie Hughes, Mensur Suljović, Joe Cullen, Gerwyn Price, Krzysztof Ratajski                        |
| 9   | 2020 | 28. Februar – 25. Oktober | 4             | Gerwyn Price, Devon Petersen, José de Sousa, Joe Cullen |
| 10  | 2021 | 3. – 26. September        | 2             | Gerwyn Price (2) |
| 11  | 2022 | 25. Februar – 16. Oktober | 13            | Luke Humphries (4), Michael van Gerwen (3), Gerwyn Price, Michael Smith, Joe Cullen, Peter Wright, Dave Chisnall, Damon Heta                                           |
| 12  | 2023 | 24. Februar – 15. Oktober | 13            | Dave Chisnall (3), Gerwyn Price (2), Michael Smith, Jonny Clayton, Michael van Gerwen, Peter Wright, Rob Cross, Luke Humphries, Krzysztof Ratajski, Ricardo Pietreczko |
| 13  | 2024 | 8. März – 20. Oktober     | 13            | Dave Chisnall (2), Luke Humphries (2), Luke Littler (2), Martin Schindler (2), Gary Anderson, Rob Cross, Michael van Gerwen, Josh Rock, Peter Wright                   |
| 14  | 2025 | 7. März – 19. Oktober     | 14            | Nathan Aspinall (2), Gary Anderson, Stephen Bunting, Jonny Clayton, Michael van Gerwen, Luke Littler, Gerwyn Price, Martin Schindler                                   |

## Preisgeld
Seit 2023 wird das Preisgeld, welches um £ 35.000 erhöht wurde, wie folgt verteilt:
| Position (Anzahl der Spieler) | Position (Anzahl der Spieler) | Preisgeld |
| ----------------------------- | ----------------------------- | --------- |
| Gewinner                      | (1)                           | £ 30.000  |
| Finalist                      | (1)                           | £ 12.000  |
| Halbfinalisten                | (2)                           | £ 8.500   |
| Viertelfinalisten             | (4)                           | £ 6.000   |
| Achtelfinalisten              | (8)                           | £ 4.000   |
| Verlierer der 2. Runde        | (16)                          | £ 2.500   |
| Verlierer der Vorrunde        | (16)                          | £ 1.250   |
|                               |                               |           |
|                               |                               | £ 175.000 |

Ab 2026 soll das Preisgeld auf £ 230.000 je Turnier erhöht werden.

## Statistiken

### Siege
Stand: 13. Juli 2025 (nach Baltic Sea Darts Open 2025)
| Rang | Name                  | Nation      | Erster Sieg                    | (bisher) Letzter Sieg            | Anzahl |
| ---- | --------------------- | ----------- | ------------------------------ | -------------------------------- | ------ |
| 1.   | Michael van Gerwen    | Niederlande | European Darts Open 2013       | German Darts Grand Prix 2025     | 38     |
| 2.   | Peter Wright          | Schottland  | European Darts Open 2014       | German Darts Championship 2024   | 9      |
| 2.   | Gerwyn Price          | Wales       | International Darts Open 2018  | Baltic Sea Darts Darts Open 2025 | 9      |
| 4.   | Dave Chisnall         | England     | German Darts Championship 2013 | Flanders Darts Trophy 2024       | 8      |
| 5.   | Luke Humphries        | England     | German Darts Grand Prix 2022   | Czech Darts Open 2024            | 7      |
| 6.   | Michael Smith         | England     | European Darts Trophy 2014     | German Darts Grand Prix 2023     | 6      |
| 7.   | Phil Taylor           | England     | German Darts Championship 2012 | Austrian Darts Open 2016         | 4      |
| 8.   | Gary Anderson         | Schottland  | German Darts Championship 2014 | European Darts Grand Prix 2025   | 3      |
| 8.   | Jonny Clayton         | Wales       | Austrian Darts Open 2018       | Dutch Darts Championship 2025    | 3      |
| 8.   | Joe Cullen            | England     | European Darts Matchplay 2019  | Hungarian Darts Trophy 2022      | 3      |
| 8.   | Luke Littler          | England     | Belgian Darts Open 2024        | Belgian Darts Open 2025          | 3      |
| 8.   | Martin Schindler      | Deutschland | International Darts Open 2024  | Austrian Darts Open 2025         | 3      |
| 8.   | Mensur Suljović       | Österreich  | International Darts Open 2016  | Austrian Darts Championship 2019 | 3      |
| 8.   | Ian White             | England     | Dutch Darts Championship 2018  | Dutch Darts Masters 2019         | 3      |
| 15.  | Nathan Aspinall       | England     | European Darts Trophy 2025     | European Darts Open 2025         | 2      |
| 15.  | Rob Cross             | England     | European Darts Grand Prix 2023 | Baltic Sea Darts Open 2024       | 2      |
| 15.  | Kim Huybrechts        | Belgien     | Dutch Darts Masters 2013       | European Darts Grand Prix 2015   | 2      |
| 15.  | Krzysztof Ratajski    | Polen       | Gibraltar Darts Trophy 2019    | German Darts Open 2023           | 2      |
| 15.  | James Wade            | England     | Gibraltar Darts Trophy 2014    | European Darts Matchplay 2016    | 2      |
| 20.  | Raymond van Barneveld | Niederlande | European Darts Open 2012       | European Darts Open 2012         | 1      |
| 20.  | Steve Beaton          | England     | German Darts Masters 2013      | German Darts Masters 2013        | 1      |
| 20.  | Daryl Gurney          | Nordirland  | German Darts Championship 2019 | German Darts Championship 2019   | 1      |
| 20.  | Damon Heta            | Australien  | Gibraltar Darts Trophy 2022    | Gibraltar Darts Trophy 2022      | 1      |
| 20.  | Max Hopp              | Deutschland | German Darts Open 2018         | German Darts Open 2018           | 1      |
| 20.  | Jamie Hughes          | England     | Czech Darts Open 2019          | Czech Darts Open 2019            | 1      |
| 20.  | Mervyn King           | England     | European Darts Grand Prix 2014 | European Darts Grand Prix 2014   | 1      |
| 20.  | Adrian Lewis          | England     | German Darts Masters 2012      | German Darts Masters 2012        | 1      |
| 20.  | Wes Newton            | England     | European Darts Trophy 2013     | European Darts Trophy 2013       | 1      |
| 20.  | Alan Norris           | England     | German Darts Championship 2016 | German Darts Championship 2016   | 1      |
| 20.  | John Part             | Kanada      | UK Masters 2013                | UK Masters 2013                  | 1      |
| 20.  | Devon Petersen        | Südafrika   | German Darts Championship 2020 | German Darts Championship 2020   | 1      |
| 20.  | Ricardo Pietreczko    | Deutschland | German Darts Championship 2023 | German Darts Championship 2023   | 1      |
| 20.  | Justin Pipe           | England     | Austrian Darts Open 2012       | Austrian Darts Open 2012         | 1      |
| 20.  | Josh Rock             | Nordirland  | Dutch Darts Championship 2024  | Dutch Darts Championship 2024    | 1      |
| 20.  | José de Sousa         | Portugal    | European Darts Grand Prix 2020 | European Darts Grand Prix 2020   | 1      |
| 20.  | Robert Thornton       | Schottland  | European Darts Open 2015       | European Darts Open 2015         | 1      |
| 20.  | Vincent van der Voort | Niederlande | Austrian Darts Open 2014       | Austrian Darts Open 2014         | 1      |
| 20.  | Simon Whitlock        | Australien  | Dutch Darts Masters 2012       | Dutch Darts Masters 2012         | 1      |

### Siege nach Nationen
Stand: 13. Juli 2025 (nach Baltic Sea Darts Open 2025)
| Nr. | Land        | Anzahl |
| --- | ----------- | ------ |
| 1.  | England     | 47     |
| 2.  | Niederlande | 40     |
| 3.  | Schottland  | 13     |
| 4.  | Wales       | 12     |
| 5.  | Deutschland | 5      |
| 6.  | Österreich  | 3      |
| 7.  | Australien  | 2      |
| 7.  | Belgien     | 2      |
| 7.  | Polen       | 2      |
| 7.  | Nordirland  | 2      |
| 11. | Kanada      | 1      |
| 11. | Portugal    | 1      |
| 11. | Südafrika   | 1      |

### Neundarter
Bisher (Stand: 13. Juli 2025) wurden 22 Neundarter bei European-Tour-Events geworfen:
| Turnier                        | Runde         | Spieler            | Endergebnis | Gegner                |
| ------------------------------ | ------------- | ------------------ | ----------- | --------------------- |
| Austrian Darts Open 2012       | 1. Runde      | Michael Smith      | 6 : 4       | Jamie Caven           |
| Austrian Darts Open 2012       | 2. Runde      | Simon Whitlock     | 4 : 6       | Joe Cullen            |
| German Darts Championship 2012 | 1. Runde      | Colin Lloyd        | 6 : 5       | Alex Roy              |
| German Darts Masters 2012      | 1. Runde      | Mark Webster       | 4 : 6       | Andree Welge          |
| German Darts Masters 2012      | 3. Runde      | Ian White          | 6 : 5       | Andy Hamilton         |
| Gibraltar Darts Trophy 2013    | 2. Runde      | Ross Smith         | 5 : 6       | Adrian Lewis          |
| European Darts Matchplay 2018  | 1. Runde      | Michael van Gerwen | 6 : 2       | Ryan Joyce            |
| European Darts Open 2019       | Halbfinale    | Michael van Gerwen | 7 : 5       | Mensur Suljović       |
| German Darts Championship 2019 | Achtelfinale  | James Wade         | 5 : 6       | Darren Webster        |
| German Darts Open 2019         | Vorrunde      | Steve Beaton       | 6 : 3       | Kirk Shepherd         |
| Czech Darts Open 2019          | 2. Runde      | Gerwyn Price       | 6 : 4       | Glen Durrant          |
| Gibraltar Darts Trophy 2019    | Viertelfinale | Dave Chisnall      | 6 : 4       | James Wade            |
| Belgian Darts Open 2022        | Halbfinale    | Dave Chisnall      | 7 : 4       | Danny Noppert         |
| Hungarian Darts Trophy 2023    | Finale        | Luke Humphries     | 7 : 8       | Dave Chisnall         |
| German Darts Championship 2023 | 1. Runde      | Scott Waites       | 5 : 6       | George Killington     |
| Belgian Darts Open 2024        | Finale        | Luke Littler       | 8 : 7       | Rob Cross             |
| Baltic Sea Darts Open 2024     | Finale        | Luke Humphries     | 6 : 8       | Rob Cross             |
| Dutch Darts Championship 2024  | 2. Runde      | Ross Smith         | 4 : 6       | Dimitri Van den Bergh |
| Hungarian Darts Trophy 2024    | 2. Runde      | Cor Dekker         | 2 : 6       | Stephen Bunting       |
| Hungarian Darts Trophy 2024    | 2. Runde      | Michael van Gerwen | 6 : 2       | Martin Lukeman        |
| Hungarian Darts Trophy 2024    | Achtelfinale  | Martin Schindler   | 4 : 6       | Stephen Bunting       |
| German Darts Grand Prix 2025   | Achtelfinale  | Michael van Gerwen | 6 : 1       | Ryan Searle           |